# Ane Santesteban
Ane Santesteban (Errenteria, 12 de dezembro de 1990) é uma ciclista profissional espanhola.

## Biografia

### Primeiros anos
Estreiou como profissional em 2009 na humilde equipa do Debabarrena-Kirolgi depois de ser segunda na Copa da Espanha Júnior (ou Juvenil) 2007. Em seu ano de estreia já correu uma corrida de prestígio como a Grande Boucle sendo a melhor da sua equipa e foi sexta no Campeonato da Espanha em Estrada, ademais, apesar de ser debutante foi a que mais dias de competição profissionais finalizou da sua equipa. Nos dois anos seguintes não destacou em demasia debutando no Giro d'Italia Feminino em 2010 e também sendo a ciclista que mais dias de competição profissionais finalizou da sua equipa nesse ano 2010.
Em 2012 alinhou pelo Bizkaia-Durango, onde já tinha estado cedida em 2010 para disputar o Trophée d'Or Féminin, e foi 3.ª no Campeonato da Espanha em Estrada melhorando esse resultado ao ano seguinte ao ganhar dito campeonato. Além do campeonato nacional nesse 2013 ficou entre as 25 primeiras da Flecha Valona (22.ª) e da Emakumeen Euskal Bira (18.ª).

### Destacando em Itália
Em 2014 alinhou pelo Giordana-Cipollini ou Cipollini-Galassia definitivamente denominado Alé Cipollini; nessa equipa apesar de não sair como líder a nenhuma corrida foi a melhor da sua equipa no Giro de Itália Feminino de 2014.
Em 2015 mudou de equipa para ser uma das líderes da equipa do novo INPA-Sottoli-Giusfredi no entanto, o ficar-se fora de algumas provas importantes provocou que retornasse ao Alé Cipollini face ao 2016. A maioria de provas de prestígio correu-as com a Selecção da Espanha conseguindo numa semana ficar sexta no Tour Cycliste Féminin International de l'Ardèche e no Premondiale Giro Toscana Int. Femminile-Memorial Michela Fanini, esta última com sua equipa comercial.

#### Melhor corredora espanhola e seleccionada para Rio 2016

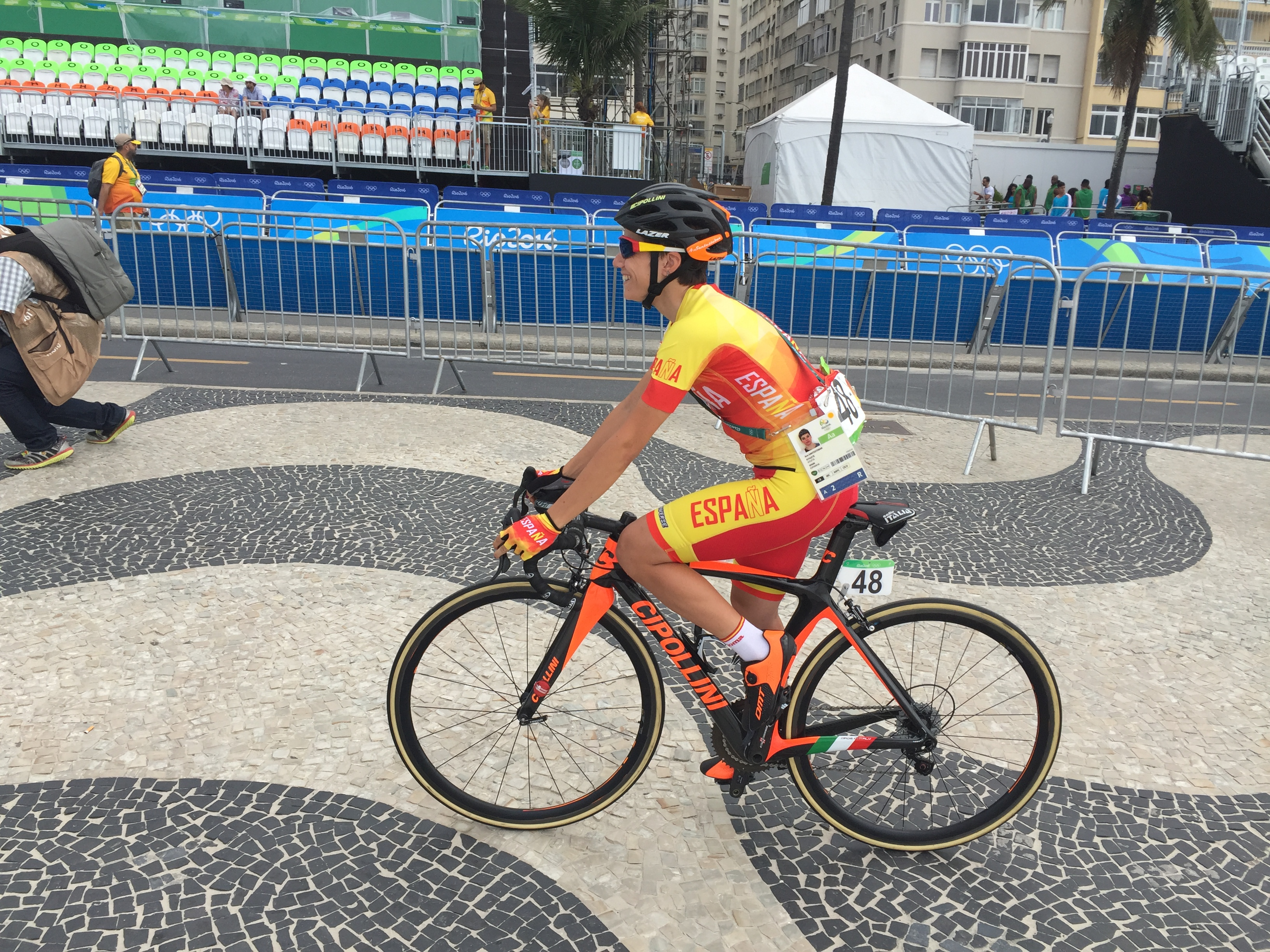
Ane nos Jogos Olímpicos de Verão de 2016

Depois de acumular os pontos necessários em 2016 foi seleccionada por Espanha para participar nos nos Jogos Olímpicos de Verão de 2016 participando na prova em estrada. Esta participação produziu que não se retirasse do ciclismo profissional já que graças às ajudas olímpicas poderia se pagar certas despesas que agora não podia já que segundo suas declarações «com 25 anos ganho o justo para pagar as despesas».
No entanto, uns problemas físicos fizeram que não pudesse destacar nessa prova apta para suas características finalizando na posição 47.

#### 2017
Em 2017 sofreu um grave acidente que a fez atrasar seu início de temporada.

### Passo pelo WNT
A 30 de agosto de 2018 anunciou-se que, depois de 3 temporadas no Alé Cipollini, além de uma temporada adicional no 2014, fichaba pelo WNT–Rotor Pro Cycling

#### 2019
Durante a temporada de 2019 disputou a primeira edição da Clássica de San Sebastián, corrida de especial motivação para ela, ao ser sua corrida de casa. Sempre tinha vivido desde pequena a corrida, vendo passar aos ciclistas a pé de estrada em Jaizkibel.

#### Caminho a Tóquio 2020
Para 2020 propôs-se como objectivo voltar a ser olímpica e ir aos Jogos Olímpicos de Tokio, lutando por uma das 2 praças.
No entanto, devido à pandemia do coronavirus em Espanha, a 15 de março foi decretado o Estado de Alarme em Espanha, obrigando a todos os residentes a permanecer confinados. Isto provocou certa incerteza com respeito ao desenvolvimento ou não dos Jogos, já que determinados países não decretaram confinamiento obrigatório. Aparte, os desportistas de outros países não tinham restrições nem limitações à hora de treinar. Em declarações, Ane assinalou a necessidade de adiar os Jogos ao 2021, ao não chegar todos os desportistas em igualdade de condições, facto que finalmente se produziu.
Apesar da paragem obrigada pela quarentena, quando se retomaram as corridas obteve um 2.º posto no Campeonato da Espanha feminino de estrada, por trás de Mavi García, bem como resultados em outras provas entre as quinze primeiras.
a 23 de setembro foi anunciado seu contrato de por a equipa australiano Mitchelton Scott por uma temporada.
No Campeonato Mundial de Ciclismo em Estrada, celebrado em Imola a 26 de setembro, tanto Mavi como ela lideraram à selecção espanhola, conseguindo um 18.º e 23.º posto, respectivamente.

## Palmarés
- 2012
  - 3.ª no Campeonato da Espanha em Estrada

- 2013
  - Campeonato da Espanha em Estrada

- 2015
  - 2.ª no Campeonato da Espanha em Estrada

- 2017
  - 3.ª no Campeonato da Espanha em Estrada

- 2018
  - 2.ª  nos Jogos Mediterrâneos em Estrada

- 2020
  - 2.ª no Campeonato da Espanha em Estrada

- 2021
  - 2.ª no Campeonato da Espanha em Estrada

## Resultados em Grandes Voltas e Campeonatos do Mundo
Durante sua corrida desportiva tem conseguido os seguintes postos nas Grandes Voltas femininas e nos Campeonatos do Mundo em estrada:
| Corrida            | Corrida            | 2009 | 2010 | 2011 | 2012 | 2013 | 2014 | 2015 | 2016 | 2017 | 2018 | 2019 | 2020 | 2021 |
| ------------------ | ------------------ | ---- | ---- | ---- | ---- | ---- | ---- | ---- | ---- | ---- | ---- | ---- | ---- | ---- |
|                    | Giro d'Italia      | —    | 54.ª | —    | —    | 68.ª | 24.ª | —    | 24.ª | 20.ª | 9.ª  | 12.ª | 7.ª  | 32.ª |
|                    | Tour de l'Aude     | —    | —    | X    | X    | X    | X    | X    | X    | X    | X    | X    | X    | X    |
|                    | Grande Boucle      | 29.ª | X    | X    | X    | X    | X    | X    | X    | X    | X    | X    | X    | X    |
| Mundial em Estrada | Mundial em Estrada | Ab.  | —    | —    | 54.ª | Ab.  | 30.ª | 51.ª | —    | —    | 53.ª | 26.ª | 23.ª | —    |

—: não participa

Ab.: abandono

X: edições não celebradas

## Equipas
- Debabarrena (2009-2011)
  - Debabarrena-Kirolgi (2009-2010)[22]
  - Debabarrena-Gipuzkoa (2011)
- Bizkaia-Durango (2012-2013)
- Alé Cipollini (2014)
- INPA-Sottoli-Giusfredi (2015)
- Alé Cipollini (2016-2018)
- WNT (2019-2020)
  - WNT-Rotor Pro Cycling (2019)
  - Ceratizit-WNT Pro Cycling (2020)
- Team BikeExchange Women (2021)